# کلاه‌چرمی‌ها
کلاه‌چرمی‌ها (به انگلیسی: Leatherheads) فیلمی آمریکایی در سبک ورزشی و کمدی محصول سال ۲۰۰۸ به کارگردانی جرج کلونی است. در این فیلم بازیگرانی همچون جرج کلونی، جان کرازینسکی، رنی زلوگر، جاناتان پرایس، استیون روت، وین دووال، کیث لونکر، رابرت بیکر، مالکوم گودوین، تیم گریفین، مت بوشل، جرمی رچفورد، جک تامپسون، بلیک کلارک، توماس فرانسیس مورفی و ماریان سلدس ایفای نقش کرده‌اند.